# UFC on FX: Browne vs. Bigfoot
UFC on FX: Browne vs. Bigfoot ou UFC on FX 5, est un évènement d'arts martiaux mixtes organisé par l'Ultimate Fighting Championship le 5 octobre 2012. Il s'est déroulé au Target Center à Minneapolis. C'est le cinquième évènement diffusé en direct sur la chaine américaine FX.

## Historique
L’évènement devait à l'origine avoir lieu le 7 septembre 2012 à Indianapolis.
Louis Gaudinot devait affronter Darren Uyenoyama mais Gaudinot se blessa et fut remplacé par Phil Harris (en) 
Rob Broughton devait affronter Matt Mitrione mais à la suite d'un problème avec Broughton le match fut annulé 
À la suite de l'annulation de l'UFC 151 plusieurs matchs ont été ajoutés à la carte  Jake Ellenberger vs. Jay Hieron, Danny Castillo vs. Michael Johnson, Shane Roller vs. Jacob Volkmann et Dennis Hallman vs. Thiago Tavares le combat entre Tavares contre Hallman fut annulé
À la suite de l'arrestation de Jeremy Stephens et Yves Edwards le jour de l’évènement le combat fut annulé

## Résultats

### Carte principale
- Heavyweight :  Antônio Silva vs.  Travis Browne

Silva défait Browne par KO (punches) à 3:27 du round 1
- Welterweight :   Jake Ellenberger vs.  Jay Hieron

Ellenberger bat Hieron  par décision (29–28, 29–28, 29–28)).
- Flyweight :  John Dodson vs.  Jussier Formiga

Dodson défait Formiga par TKO à 4:35 du round 2
- Welterweight :  Justin Edwards vs.  Josh Neer

Edwards défait Neer par soumission à 0:45 du round 1

### Carte préliminaire
- Lightweight :  Michael Johnson  vs.  Danny Castillo

Johnson défait Castillo par KO (punches) à 1:06 du round 2
- Welterweight :   Mike Pierce vs.  Aaron Simpson

Pierce défait Simpson par KO(punches) à 0:29 du round 2.
- Lightweight :  Marcus LeVesseur vs.  Carlo Prater

LeVesseur bat Prater par décision (28–29, 29–28, 29–28).
- Lightweight :  Jacob Volkmann vs.  Shane Roller

Volkmann  défait Roller par soumission à 2:38 du round 1
- Featherweight :  Bart Palaszewski vs.  Diego Nunes

Nunes bat Palaszewski par décision (30–27, 29–28, 30–27).
- Flyweight :  Darren Uyenoyama vs.  Shane Roller

Uyenoyama défait Roller   par soumission à 3:38 du round 1

## Bonus de la soirée
Les combattants mentionnés ont reçu 40 000 $ de bonus.
- Combat de la soirée : Bart Palaszewski vs. Diego Nunes
- KO de la soirée : Michael Johnson
- Soumission de la soirée: Justin Edwards